# Yurginsky (huyện của Tuymen)
Huyện Yurginsky (tiếng Nga: ? райо́н) là một huyện hành chính tự quản (raion), của Tỉnh Tyumen, Nga. Huyện có diện tích 4499 kilômét vuông, dân số thời điểm ngày 1 tháng 1 năm 2000 là 14800 người. Trung tâm của huyện đóng ở Lesnoy.